# Maussac
Maussac é uma comuna francesa na região administrativa da Nova Aquitânia, no departamento de Corrèze. Estende-se por uma área de 13,78 km². Em 2010 a comuna tinha 452 habitantes (densidade: 32,8 hab./km²).